# Рассиас, Джон
Джон А́ртур Ра́ссиас (англ. John Arthur Rassias; 20 августа 1925, Манчестер, Нью-Гэмпшир, США — 2 декабря 2015, Норидж, Вермонт, США) — американский лингвист, профессор Дартмутского колледжа (1965—2015). Мировую известность приобрёл после того, как в начале 1960-х годов, будучи советником Корпуса мира, разработал первый игровой (театральный) иммерсионный высокоэффективный подход к обучению иностранным языкам добровольцев, командируемых во франкоговорящие страны Африки, и который, используемый с тех пор преподавателями по всему миру (Австрия, Швейцария, Германия, Китай, Болгария, Франция, Япония, Греция, Турция и др.), известен как «метод Рассиаса» или «Дартмутская интенсивная языковая модель». Основатель Центра мировых языков и культур имени Рассиаса при Дартмутском колледже. Ветеран Второй мировой войны.

## Биография

### Ранние годы, семья и образование
Родился 20 августа 1925 года в Манчестере (Нью-Гэмпшир, США) в семье греков Афанасиоса Рассиаса и Элени Леонардакис. Родители Джона иммигрировали в США из деревни Георгици (Лакония, Пелопоннес, Королевство Греция) в конце XX века. С детства владел греческим языком, на котором разговаривали в семье, в которой помимо него было ещё пять детей: самая старшая Афродити (Дити), Спирос (Спайк), близнецы Панайота (Пэм) и Джордж, и Николетта (Никки). Джон был самым младшим ребёнком.
Отец Джона был мясником. В период Великой депрессии он работал в баре, чаще всего в двух, а иногда в трёх местах. Со временем открыл бакалейную лавку, позднее небольшой магазин, в котором продавал сосиски.
Мать Джона, которая умерла в возрасте 100 лет, никогда не разговаривала на английском языке и знала лишь несколько самых употребляемых слов.
По рассказам Джона Рассиаса, в годы его детства греков в США называли «греческими американцами» (англ. Greek Americans), а не «американскими греками» (англ. American Greeks), поясняя это тем, что в первую очередь они были греками, а уже потом американцами.
Все шестеро детей семьи Рассиасов ходили в греческую школу, однако наибольшее усердие в учёбе проявлял Джон. Начав посещать начальную школу, он часто пропускал занятия, причиной чему было незнание английского языка.

После окончания средней школы, вопреки воле родителей, которые хотели, чтобы он поступил в колледж, Джон зачислился в Корпус морской пехоты США (КМП). В 1945 году, в составе 1-й дивизии КМП, он управлял плавающим танком в битве за Окинаву — самой продолжительной в Тихом океане. Позднее Рассиас ссылался на пережитый им в войне опыт как важный для его понимания того, каким образом культурное и языковое взаимопонимание обеспечивают связь между людьми из различных социальных групп и с неодинаковым жизненным опытом. В своей книге «To be Human: The Unzipped Mind», выпуск которой ожидается в конце 2017 года, Рассиас пишет:
Я рождаюсь в Манчестере, Нью-Гемпшир, в семье грека и гречанки. Потом с однополчанами вторгаюсь на Окинаву. Затем становлюсь учителем… Война заканчивается… По ходу Оккупации я общаюсь со всё большим числом японцев. Подозрительность и недоверие постепенно уступают место необходимости общения и работы с ними. Брожу по разрушенному городу (Сасебо). Желание понять японцев в конечном итоге помогает преодолеть ту ненависть, которой мы прониклись во время подготовки и в бою, её сменило простое человеческое сочувствие к пострадавшим. Второй раз в моей жизни язык становится посредником между мной и другими. Эмоции. Знания приобретаешь там, ведь ничто не реально, если оно не касается меня и я это не воспринимаю.
В 1948 году, будучи студентом Бриджпортского университета, вступил в почётное общество «Фи Фита Каппа» (ΦΘΚ).
В 1950 году окончил Бриджпортский университет со степенью бакалавра гуманитарных наук «с наибольшим почётом» в области французского языка. В этом же году учредил почётное общество «Аристиа», президентом которого являлся.
В 1952 году получил степень доктора философии в Университете Бургундии, в котором обучался, став стипендиатом Программы Фулбрайта (1950—1951).
В конце 1950-х годов проводил исследования в Сорбонне, изучал французскую драматургию на Драматических курсах Рене Симона в Париже, с которым также выступал в театре.
В 1960 году получили сертификат Института фонетики в Париже.

### Карьера
Вернувшись в США, стал преподавать французский язык в Бриджпортском университете.
В 1964—1968 годах работал консультантом/директором языковых программ в Корпусе мира. В 1966 году Рассиасу было предложено разработать первую пилотную языковую программу обучения добровольцев, направляемых в Кот-д’Ивуар (Африка). Позднее метод преподавания языка Рассиаса был принят Корпусом мира.
В 1965—2015 годах являлся профессором французского и итальянского языков Дартмутского колледжа. С 1965 года это учебное заведение использует метод Рассиаса для обучения своих студентов, официально утвердив его под наименованием «Дартмутская интенсивная языковая модель» (англ. Dartmouth Intensive Language Model).
В 1967 году Рассиас адаптировал свой метод среди студенческо-преподавательского состава Дартмутского колледжа. С момента внедрения нового подхода на всех кафедрах по изучению языков (включая китайский, французский, немецкий, новогреческий, иврит, итальянский, японский, латинский, португальский, русский и испанский) число студентов, специализирующихся на иностранных языках, неуклонно росло. Кроме того, преподаватели в других учебных заведениях, начавшие применять метод Рассиаса, сообщали об аналогичных результатах возобновления интереса к изучению иностранных языков.
В 1978 году, в период правления Джимми Картера, к Рассиасу пришло признание на государственном уровне, когда он стал единственным преподавателем иностранного языка, назначенным в Комиссию при президенте по иностранному языку и международным исследованиям, занимавшуюся важной для национальной политики США разработкой руководящих указаний относительно улучшения изучения иностранного языка в стране. Он также возглавлял специальный авторский коллектив, подготовивший заключительный отчёт.
В 1982 году завершил создание 11-часовой серии телевизионных курсов «Contact French» во Франции для компании CBS/Fox, дистрибуцию которых осуществила Британская энциклопедия.
В 1984—1985 годах занимался обучением учителей иностранных языков города Балтимор (Мэриленд) своему методу.
В январе-марте 1987 года находился в Китае по приглашению Пекинского университета, где проводил семинары для нескольких сотен преподавателей английского языка как второго со всей страны. Также читал лекции учителям в Хух-Хото (Внутренняя Монголия). Разработал большой набор материалов на английском языке для своих китайских коллег. О Рассиасе и методах его обучения в Китае был снят фильм «Рассиас в Китае» (англ. Rassias in China) на тему образования, который частично финансировался IBM, Фондом Рокфеллера и AMPEX, и транслировался PBS осенью 1992 года.
В 1987—1992 годах руководил специальной программой на английском языке для российских энвайронменталистов.
В 1990 году проводил семинары для учителей языка и культуры в Таиланде.
В 1992—1996 годах работал с Советом по образованию штата Иллинойс, проводя семинары для учителей иностранных языков со всего штата.
В 1993 году организовал семинары для учителей языка и культуры в Гонконге (Китай).
В 1994 году был назначен в одну из комиссий Американской ассоциации современного языка (MLA).
В 1995 году стал членом отдела преподавания литературы MLA, который возглавил в 1998 году.
В ноябре-декабре 1996 года Информационное агентство США (USIA) в Турции работало с профессором Рассиасом в рамках учебного тура для турецких и американских преподавателей второго языка. Этот проект завершился международным семинаром в Стамбуле, организованным посольствами США в Софии, Анкаре и Афинах.
Являлся членом Консультативного комитета по иностранным языкам при Совете по образованию штата Коннектикут.
В 1998 году правящий архиерей Греческой Православной Архиепископим Америки Спиридон назначил Рассиаса главой Комиссии по изучению греческого языка и культуры в греческих православных общинах США. Летом этого же года получил грант от Ситибанка на проведение семинаров по франкофонной литературе и методикам преподавания для Исторически чёрных высших учебных заведений.
В 2006 году Джон Рассиас и Луэнн Дзурло разработали пилотную программу интенсивного курса английского языка для городских предместий Мехико (Мексика). С 2007 года эта программа носит название «Межамериканское образовательное партнёрство» (IAPE), и по-прежнему активно функционирует.
Основал Центр Рассиаса в Дартмутском колледже, в котором предлагаются интенсивные языковые курсы с использованием его метода. В этом же колледже Рассиас был основателем и директором Программы изучения языков за рубежом (LSA), благодаря которой студенты имеют возможность выполнить требования на получение учёной степени в каком-либо иностранном государстве.
В течение нескольких лет был директором Программы обучения за рубежом (FSP) Дартмутского колледжа, предназначенной для студентов с высоким уровнем знания иностранного языка, желающих продолжить учёбу в зарубежных странах.
На протяжении многих лет профессор Рассиас и его помощники обучали испанскому языку сотрудников Департамента транспортной полиции Нью-Йорка, японскому языку — административный персонал и немецкому языку — американских лыжников, готовившихся к чемпионатам мира в Австрии, Швейцарии и Германии.
Благодаря деятельности Элен Рассиас-Майлз, дочери Джона Рассиаса, являющейся исполнительным директором Центра Рассиаса, программа её отца используется более 2 000 учителями английского языка в государственных школах Мексики.
Читал лекции в различных компаниях и организациях по всему миру. В числе известных лекций «Communication in a Perilous World», «One Nation Divided by One Language», «Love in Eighteenth Century France», «Greek Mythology: Our Past, Present, and Future» и др.
Профессору Рассиасу посвящено более 400 статей в региональной, национальной и международной прессе, включая «Le Figaro Magazine» (Франция), «National Geographic», «Smithsonian», «Time», «Newsweek», «Parade», «The New York Times», «Los Angeles Times», «Christian Science Monitor», «The Boston Globe», «Fortune» (США), «Beijing Review» (Китай), «Ταχυδρόμος» (Греция) и др. Он также выступал в многочисленных государственных и международных телепередачах, включая «60 минут», «Доброе утро, Америка», в программе Дэвида Бринкли, ток-шоу Джонни Карсона «Сегодня вечером» и др.
Умер 2 декабря 2015 года в Норидже (Вермонт, США) в возрасте 90 лет, через три месяца после ухода из Дартмутского колледжа.

## Публикации
Является автором многочисленных статей и трёх учебников на французском и греческом языках. Также был издателем и ответственным редактором журнала «The Ram’s Horn» для преподавателей языков и культуры, и информационного бюллетеня «The Rassias Connection», выпускаемых Фондом Рассиаса (англ. Rassias Foundation).
В конце 2017 года ожидается выпуск книги Рассиаса «To be Human: The Unzipped Mind», посвящённой, в том числе, различным моделям коммуникативного процесса и философии обучения.

## Личная жизнь
С 1954 года был женат на Мэри Энн Эвансток (1928—2012). Имел сына Афона, дочерей Элен и Веронику Марквуд, а также девять внуков и одного правнука.

## Членство в организациях
- член Американской ассоциации преподавателей французского языка[англ.][20].

## Награды и премии
Являлся обладателем множества наград за свою работу в области языкового образования, включая следующие:
- 1962 — Награда «Выдающийся преподаватель года» от Бриджпортского университета;
- 1968 — Премия Артура Уилсона выдающемуся преподавателю (первый лауреат премии);
- 1971 — Национальная премия Э. Харриса Харбисона[англ.] за талантливое обучение от Фонда Дэнфорта[англ.] (был одним из десяти лауреатов, отобранных со всей страны);
- 1971 — Почётный доктор литературы Бриджпортского университета;
- 1977 — Профессор Уильяма Р. Кенана[англ.] (именная профессура);
- 1978 — Орден Академических пальм от правительства Франции за «оригинальность в обучении и успех инициативы»;
- 1982 — член почётного общества «Фи Каппа Фи[англ.]» (ΦΚΦ) и Национального общества почёта[англ.];
- 1983 — Почётный доктор литературы Колледжа Алмы[англ.];
- 1984 — Почётный доктор гуманитарных наук Университета Вашингтона в Сент-Луисе;
- 1986 — Почётный доктор гуманитарных наук Плимутского государственного колледжа[англ.] (сегодня — университет);
- 1987 — Почётный доктор литературы Детройтского университета[англ.];
- 1988 — Почётный доктор гуманитарных наук Хэмпден-Сидней-колледжа;
- 1989 — Мемориальная премия Итало Понтеротто «в знак признания отличного преподавания… и за его инновационный вклад в развитие лингводидактики, что принесло ему международную известность» от департамента современного языка Колледжа Айоны;
- 1990 — член почётного общества «Фи Бета Каппа[англ.]» (ΦΒΚ);
- 1990 — Почётный доктор литературы Моравского колледжа[англ.];
- 1991 — Почётный доктор литературы Пайн-Мэнор-колледжа[англ.];
- 1991 — Медаль за выдающееся руководство и достижения от президента Дартмутского колледжа;
- 1996 — Награда за достижения от Корпуса мира;
- 1997 — Премия Роберта А. Фиша за выдающееся обучение от декана факультета Дартмутского колледжа;
- 1999 — Звание «Профессор года Нью-Гэмпшира» от Фонда Карнеги по улучшению преподавания;
- 2008 — Награда за выдающееся обучение от Дартмутского колледжа;
- март 2011 — чествование Корпусом мира за непрерывное служение этой организации (последняя награда);
- и др.[9][21]

## Цитаты
- Как только вы начинаете говорить на другом языке, он перестаёт быть иностранным[7].
- … в изучении языка, как и в жизни, если человек сегодня такой же, каким он являлся вчера, актом милосердия было бы констатировать его смерть и поместить в гроб, а не в класс[16].